# Штольберг (Рейнланд)
Штольберг (Рейнланд) (нім. Stolberg (Rheinland), в офіційних документах нім. Stolberg (Rhld.)) — місто в Німеччині, в землі Північний Рейн — Вестфалія.
Підпорядковується адміністративному округу Кельн. Входить до складу району Ахен. Населення становить 57 474 особи (на 31 грудня 2010 року). Займає площу 98,51 км². Офіційний код — 05 3 54 032.
Місто поділяється на 17 міських районів, зокрема, Брайнігерберг та інші.

## Міста-побратими
- Фаш-Тюменій, Франція (1989)
- Валонь, Франція (1990/1991)
- Штольберг (Гарц), Німеччина (1990)

## Фотографії

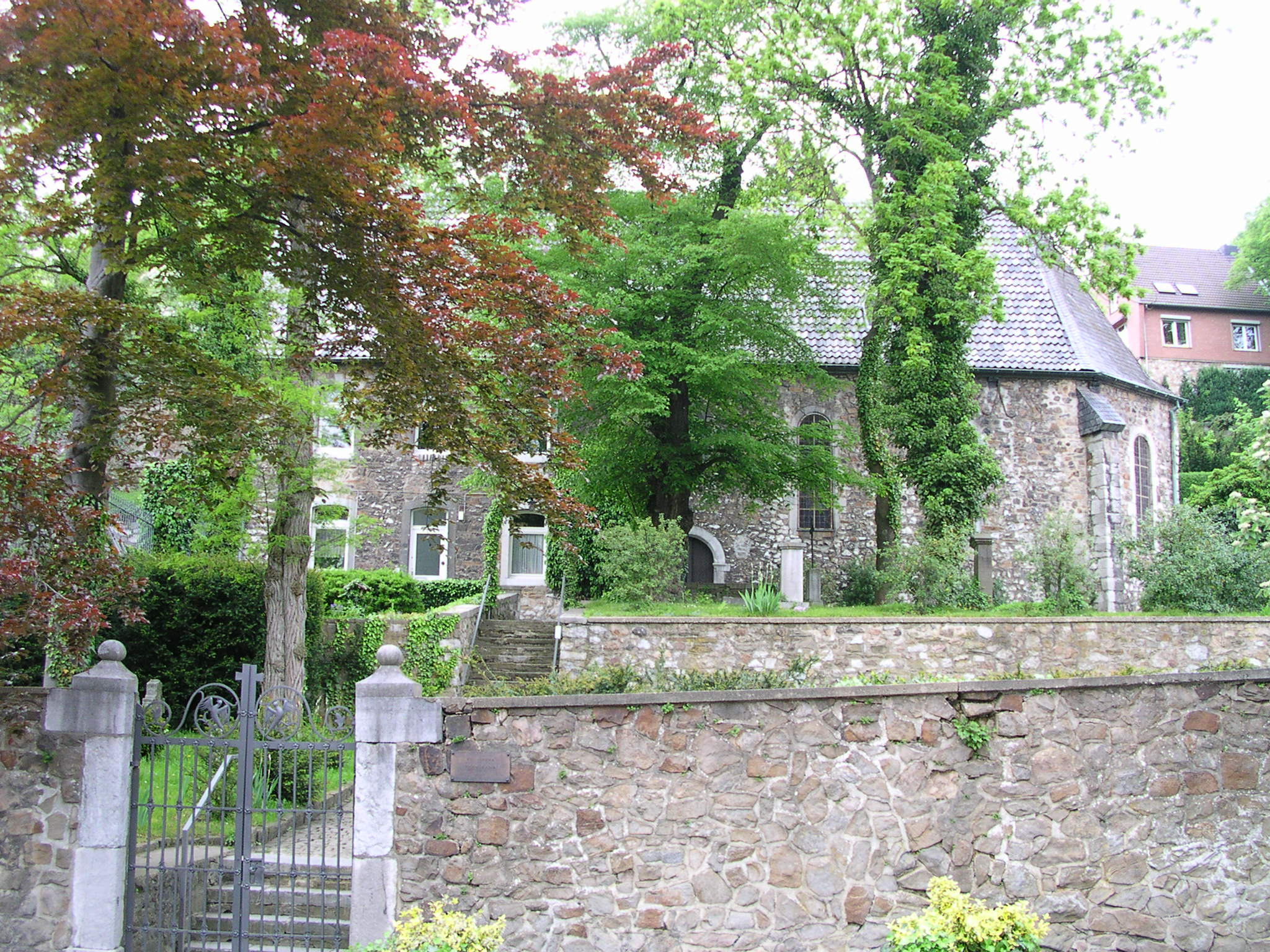
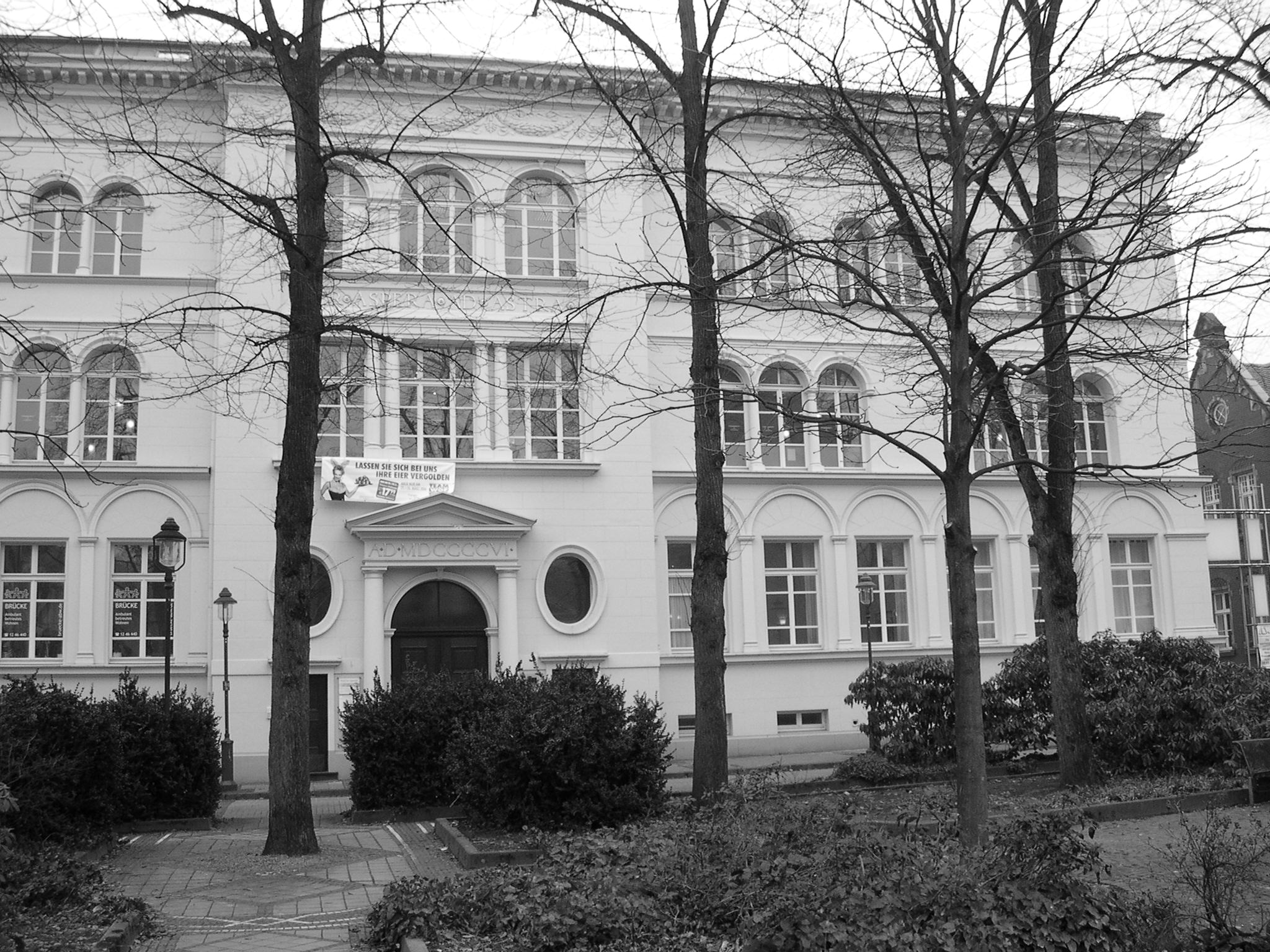
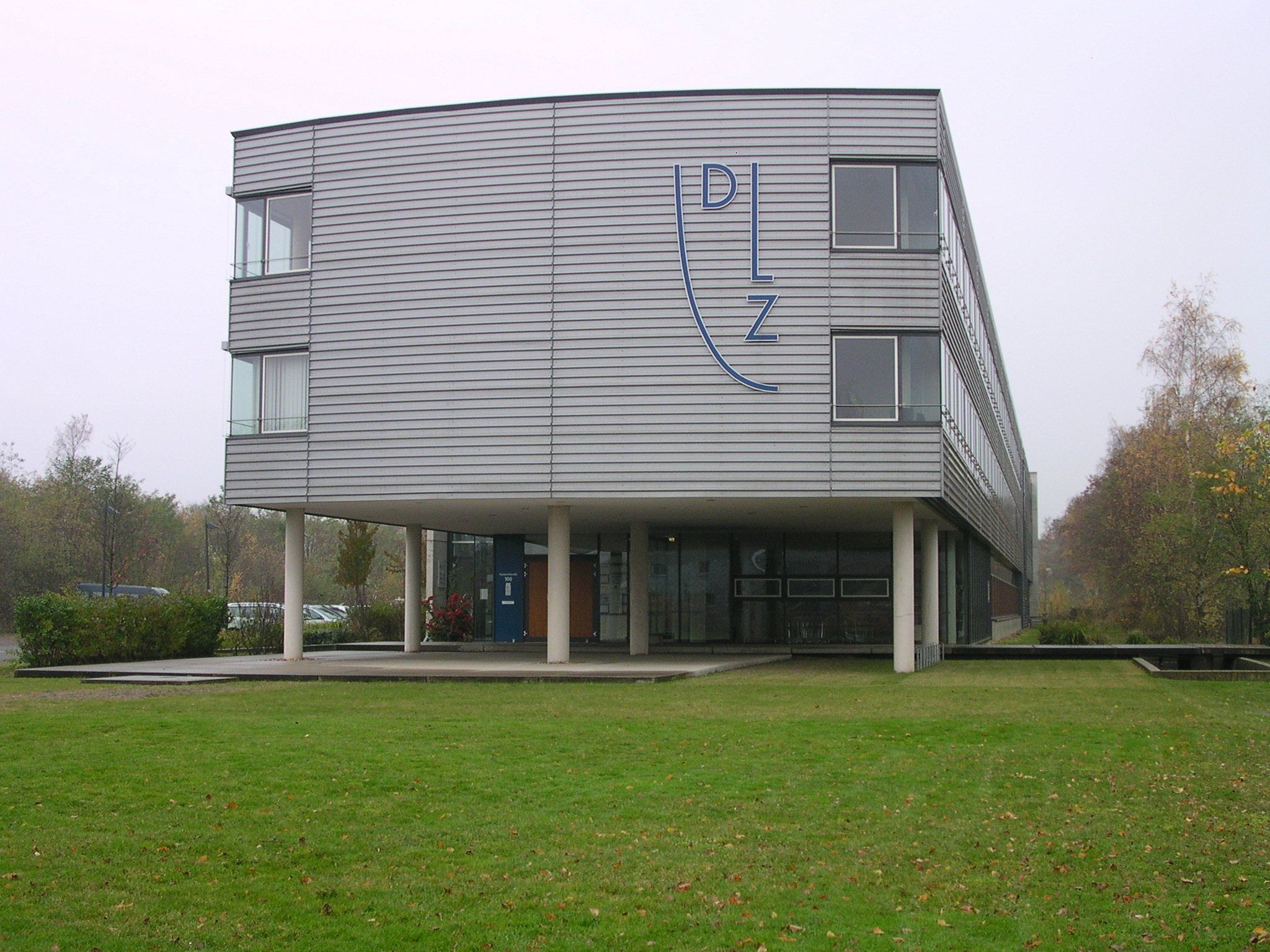
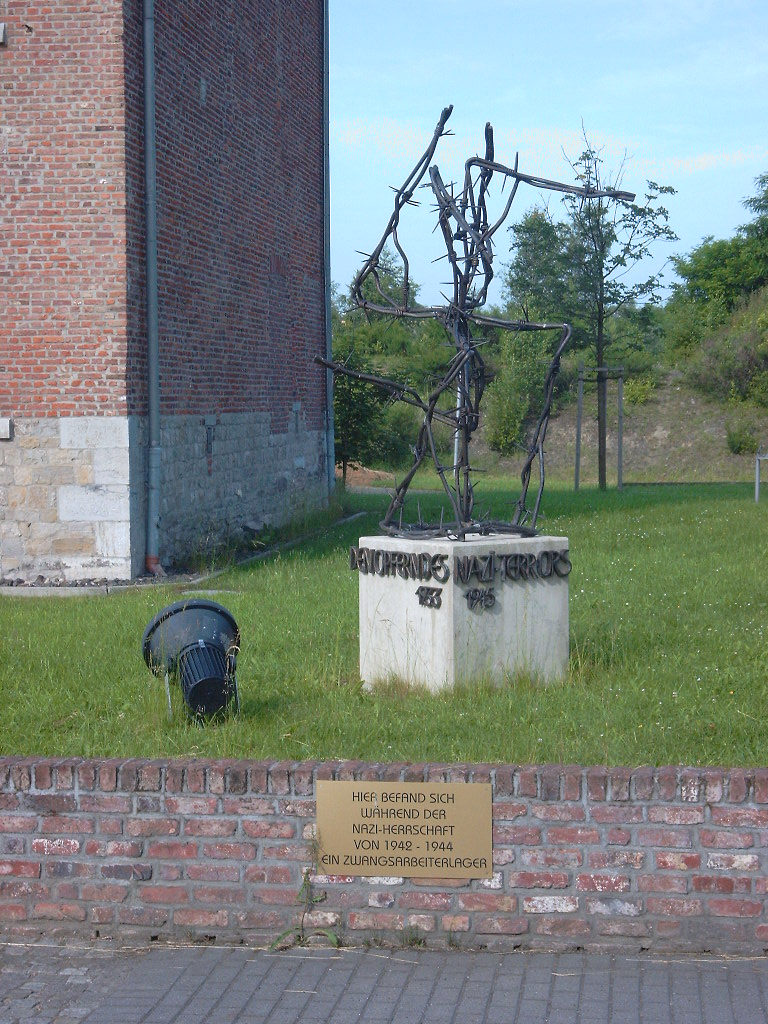
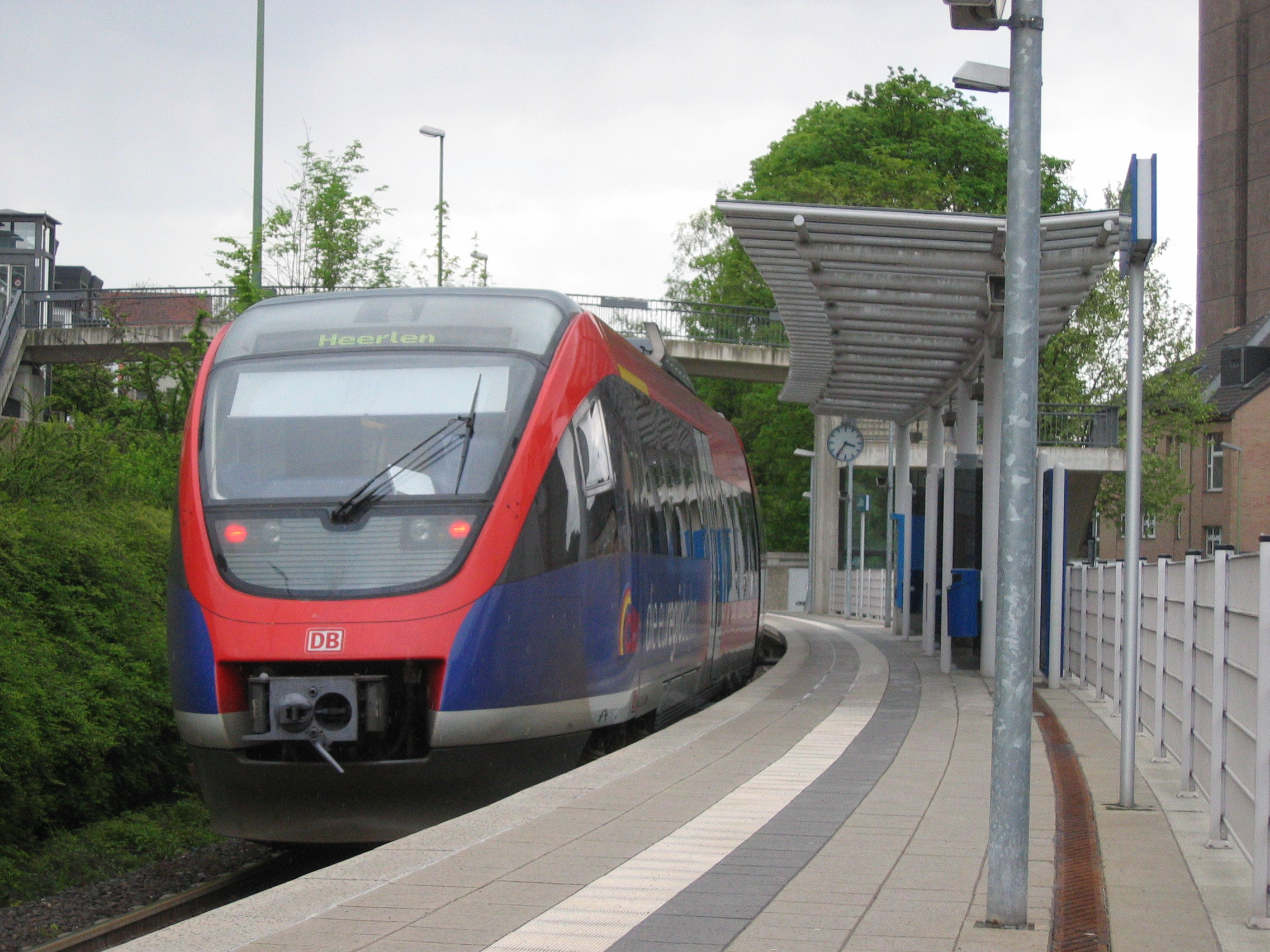
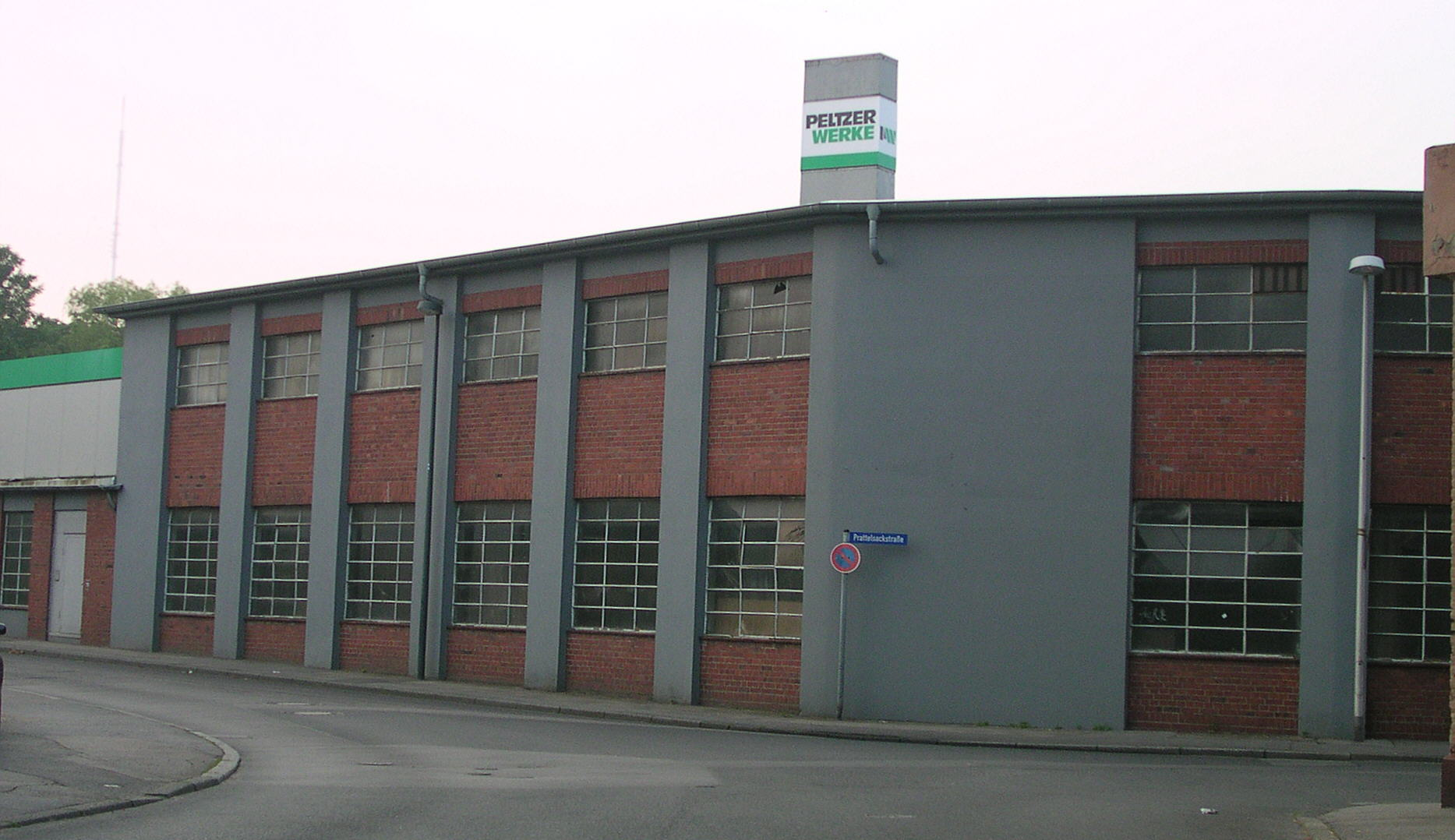
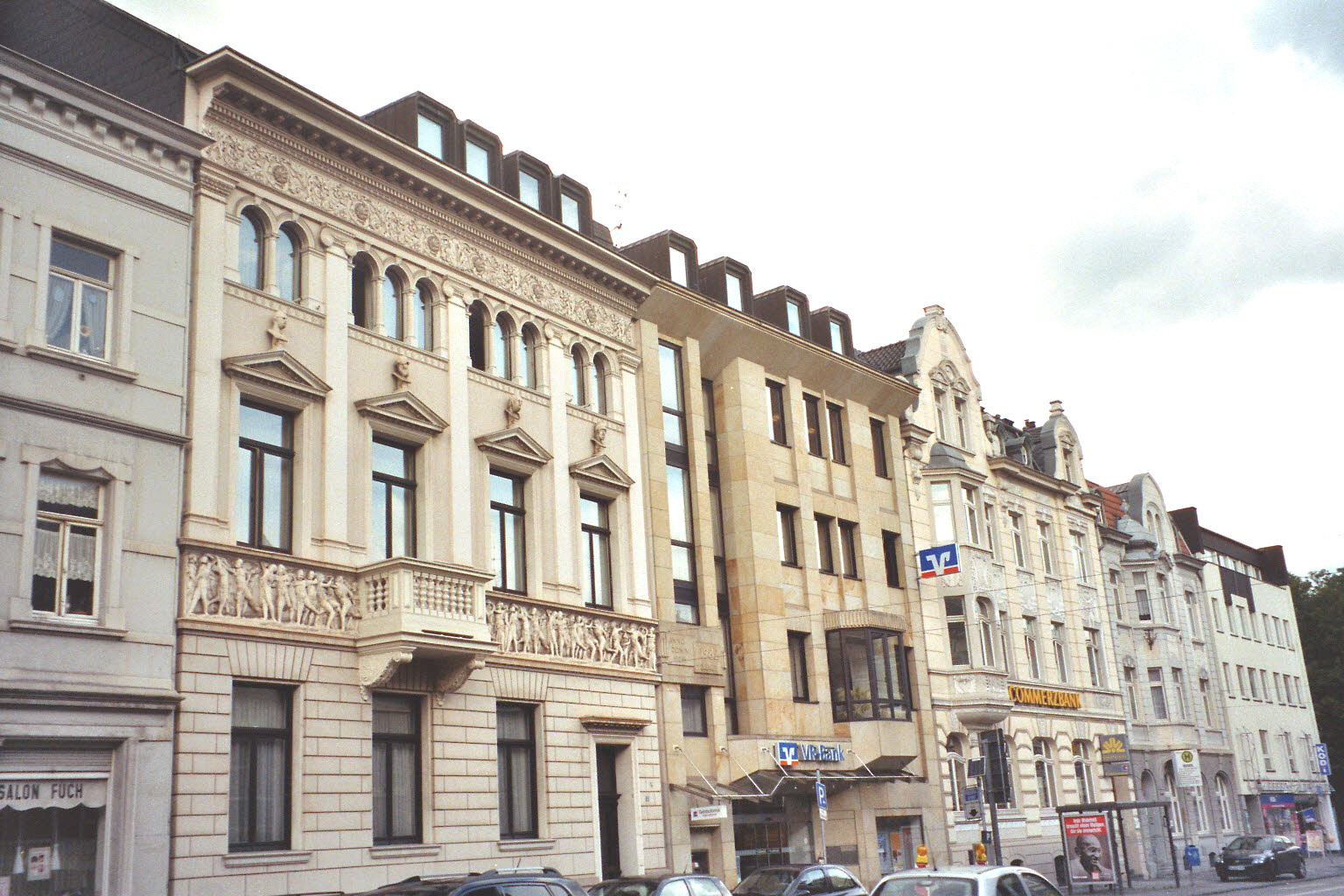
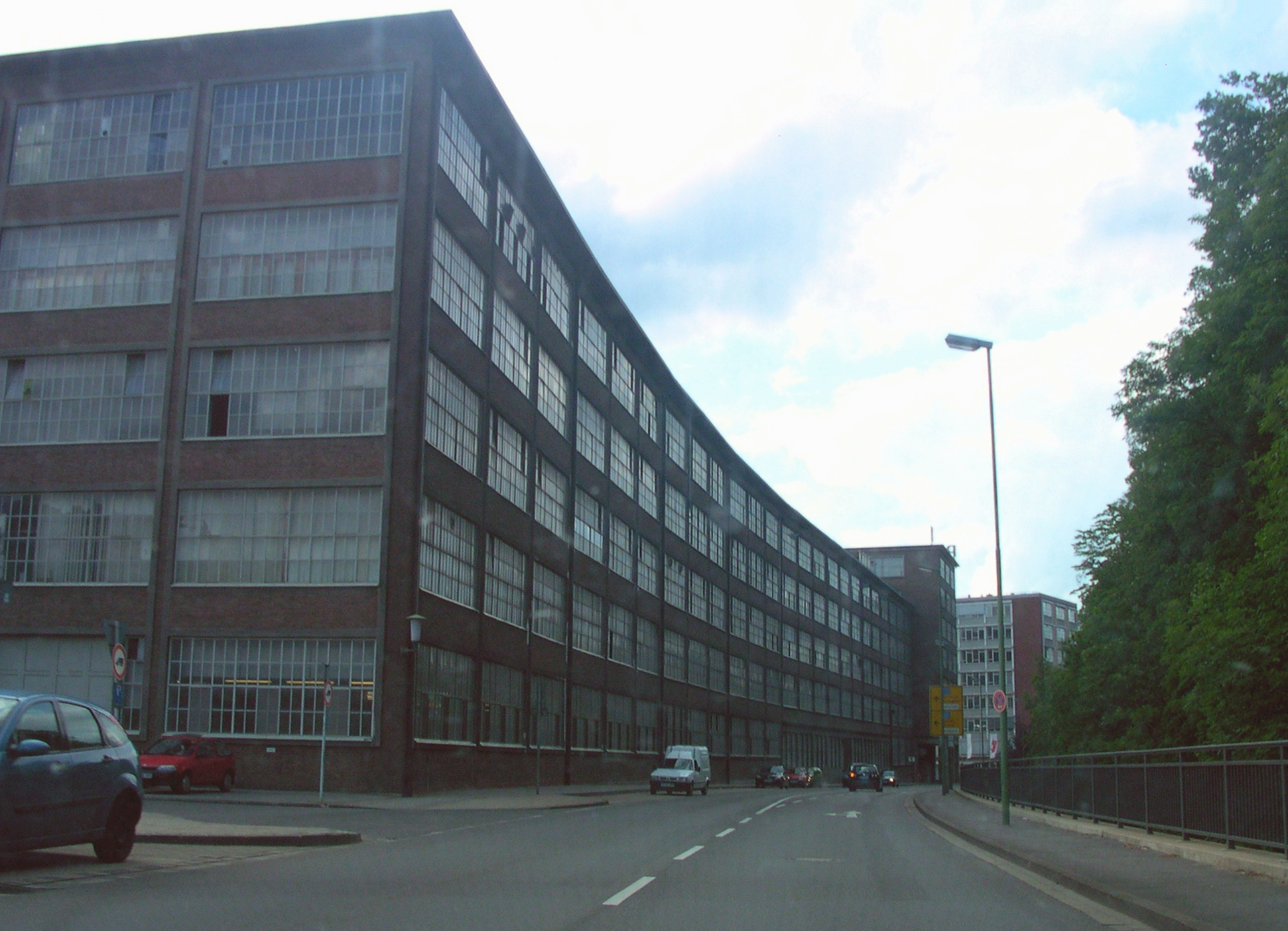
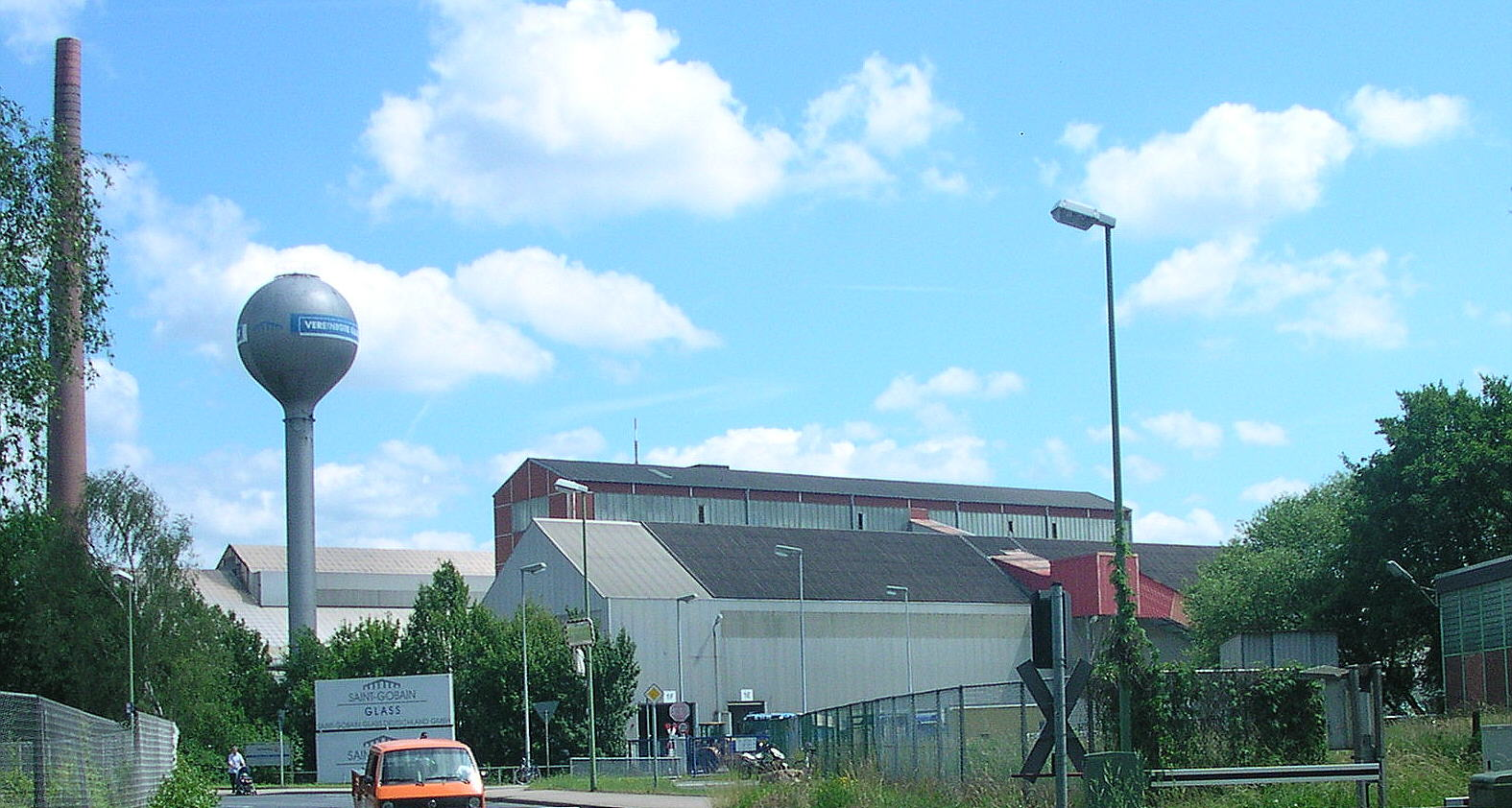
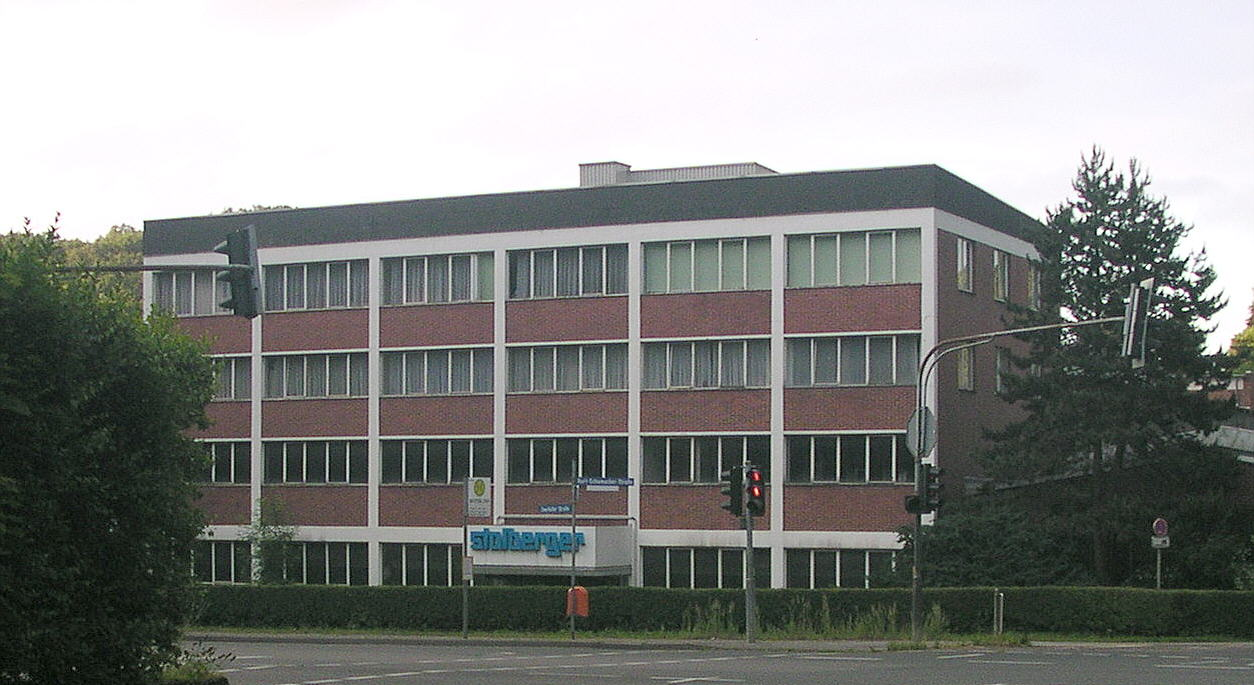
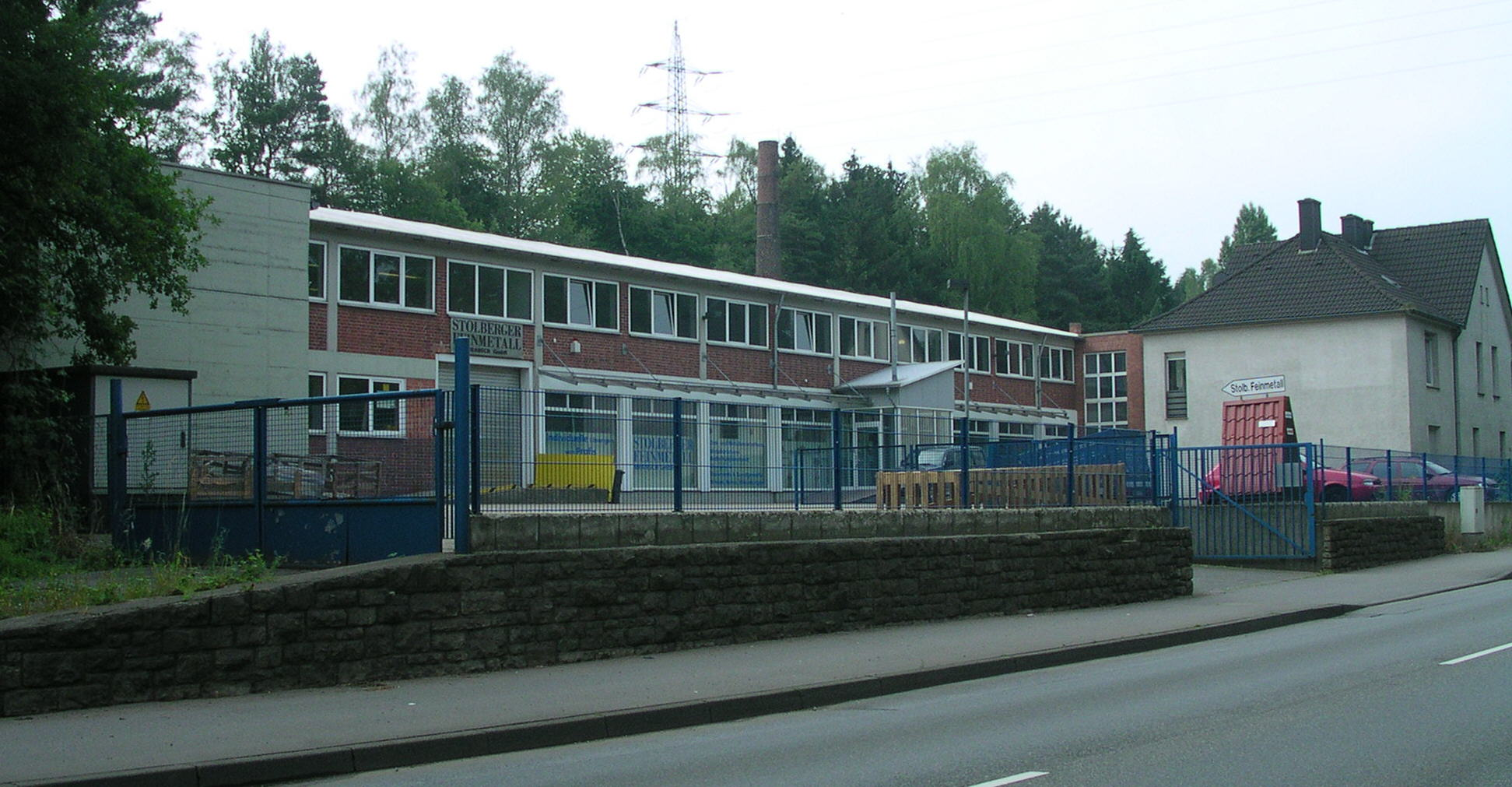
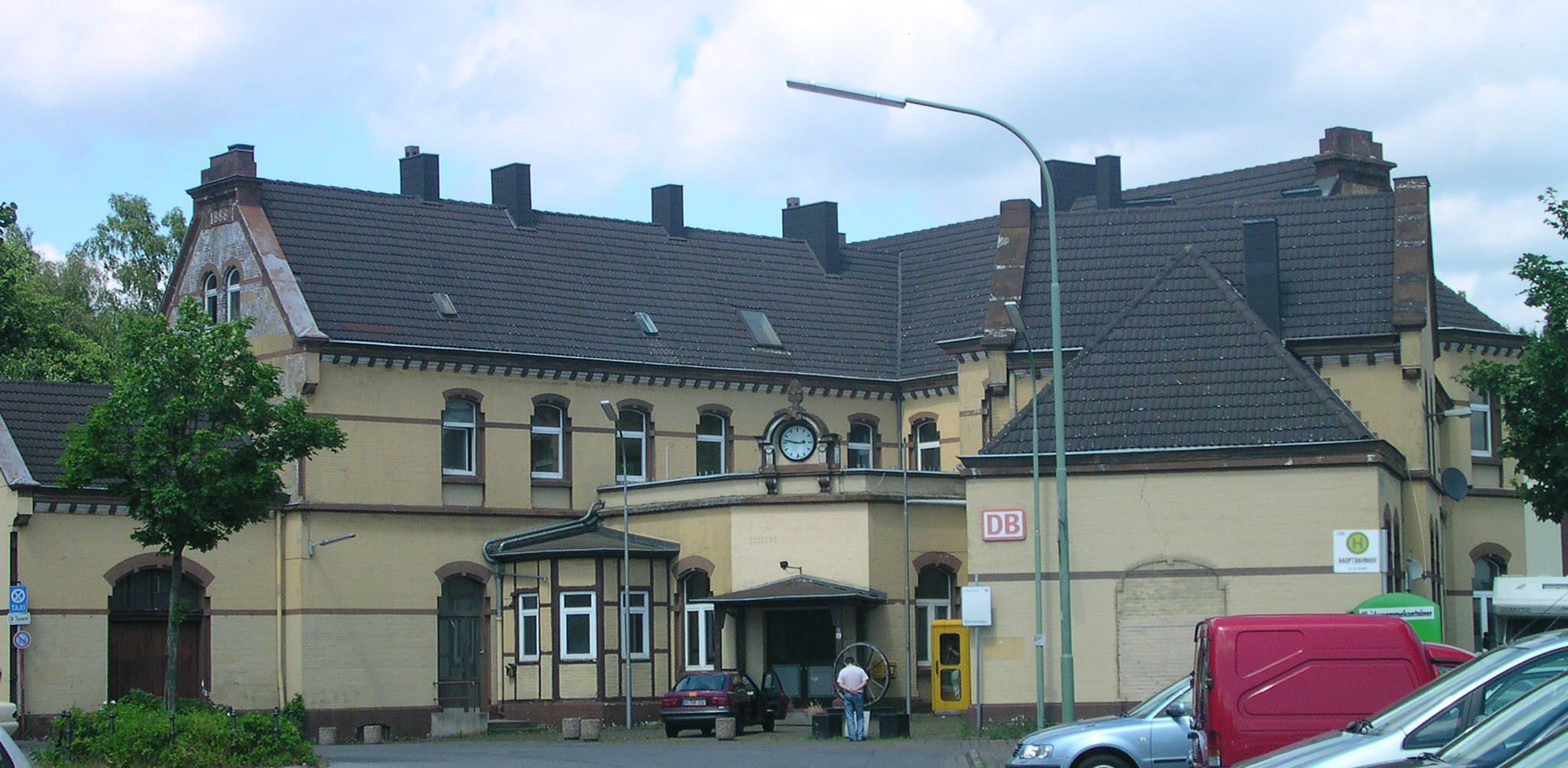
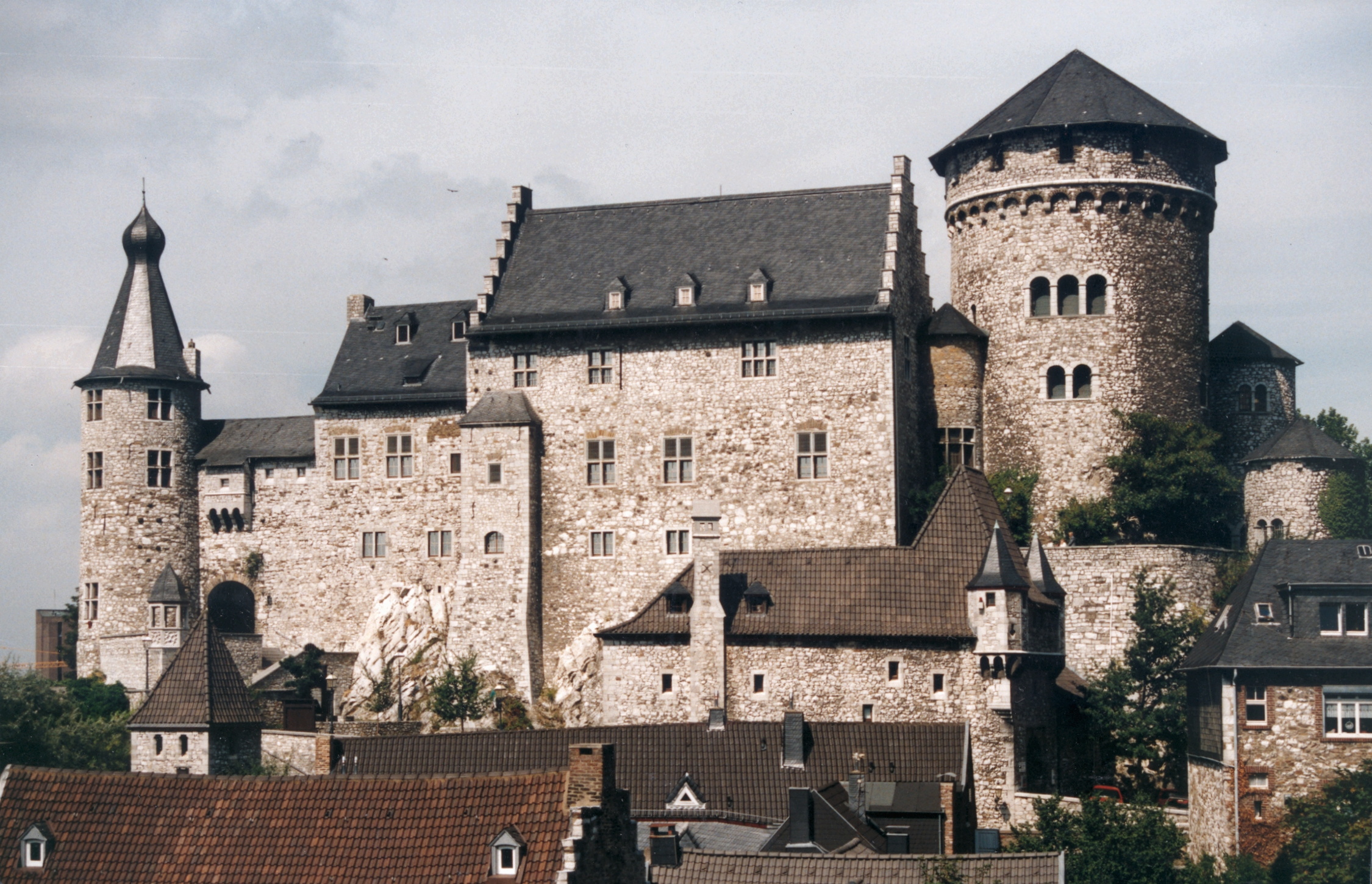
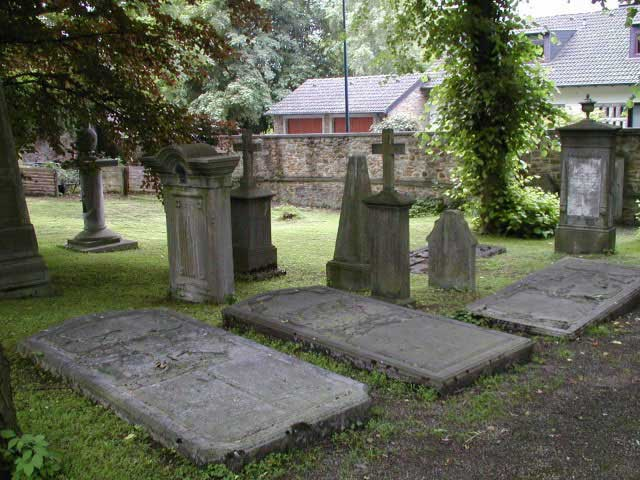
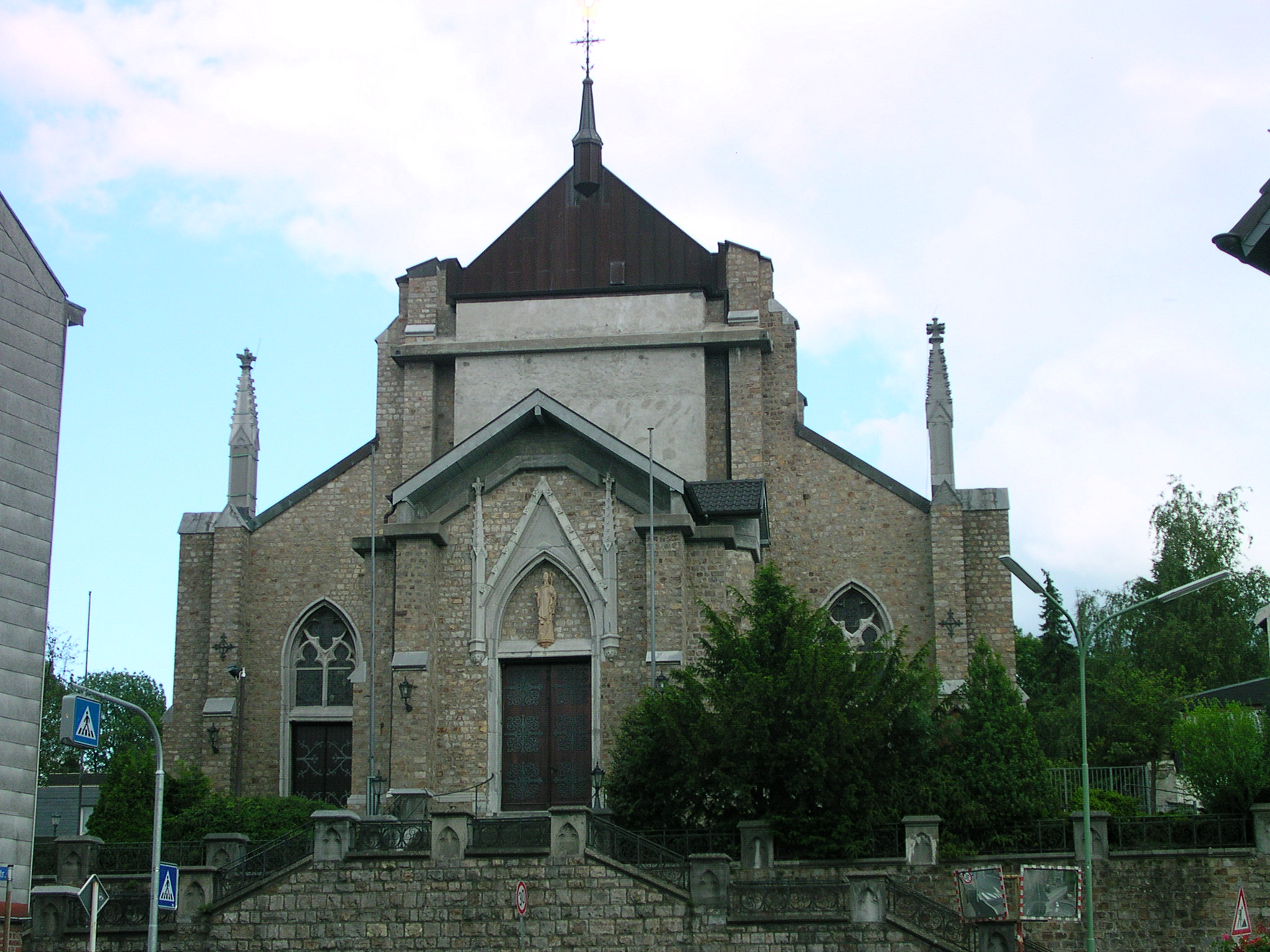
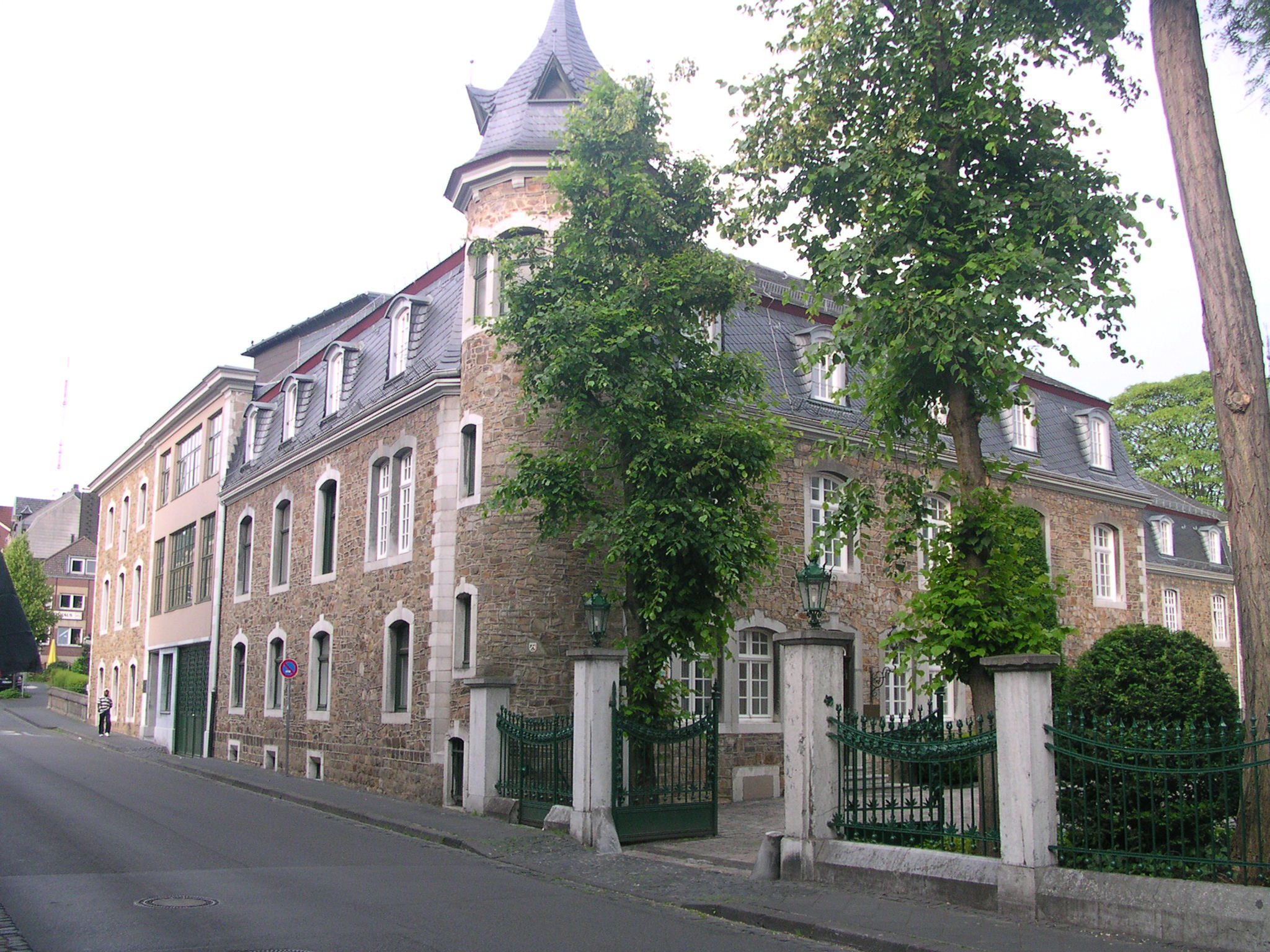